# Anna-Astrid d'Autriche-Este
Anna-Astrid Marie d'Autriche-Este (Bruxelles, 17 mai 2016), archiduchesse d'Autriche-Este, princesse de Hongrie, de Bohême et de Croatie, princesse de Modène, est la fille ainée du prince Amedeo de Belgique et d'Elisabetta Rosboch von Wolkenstein.

## Biographie
Anna-Astrid Marie d'Autriche-Este est née le 17 mai 2016 à l'Hôpital Saint-Pierre de Bruxelles. Elle est la fille du prince Amedeo de Belgique et de sa femme la princesse Elisabetta. Elle est la sœur ainée de l'archiduc Maximilian, né le 6 septembre 2019 et de l'archiduchesse Alix d'Autriche-Este, née le 2 septembre 2023. Arrière-petite-fille du roi Albert II de Belgique, elle figure ainsi en 7e position dans l'ordre de succession au trône de Belgique.

## Titres et honneurs

### Titulature
- Depuis le 17 mai 2016 : Son Altesse Impériale Anna-Astrid, archiduchesse d'Autriche-Este[1], princesse de Modène, princesse de Hongrie, de Bohême et de Croatie.

Anna-Astrid ne porte pas le titre de princesse de Belgique, car depuis l'arrêté royal de 2015 visant à restreindre l'attribution du titre, seuls les petits-enfants du roi Albert II de Belgique et la descendance de la princesse Élisabeth de Belgique peuvent le porter.